# Biržai

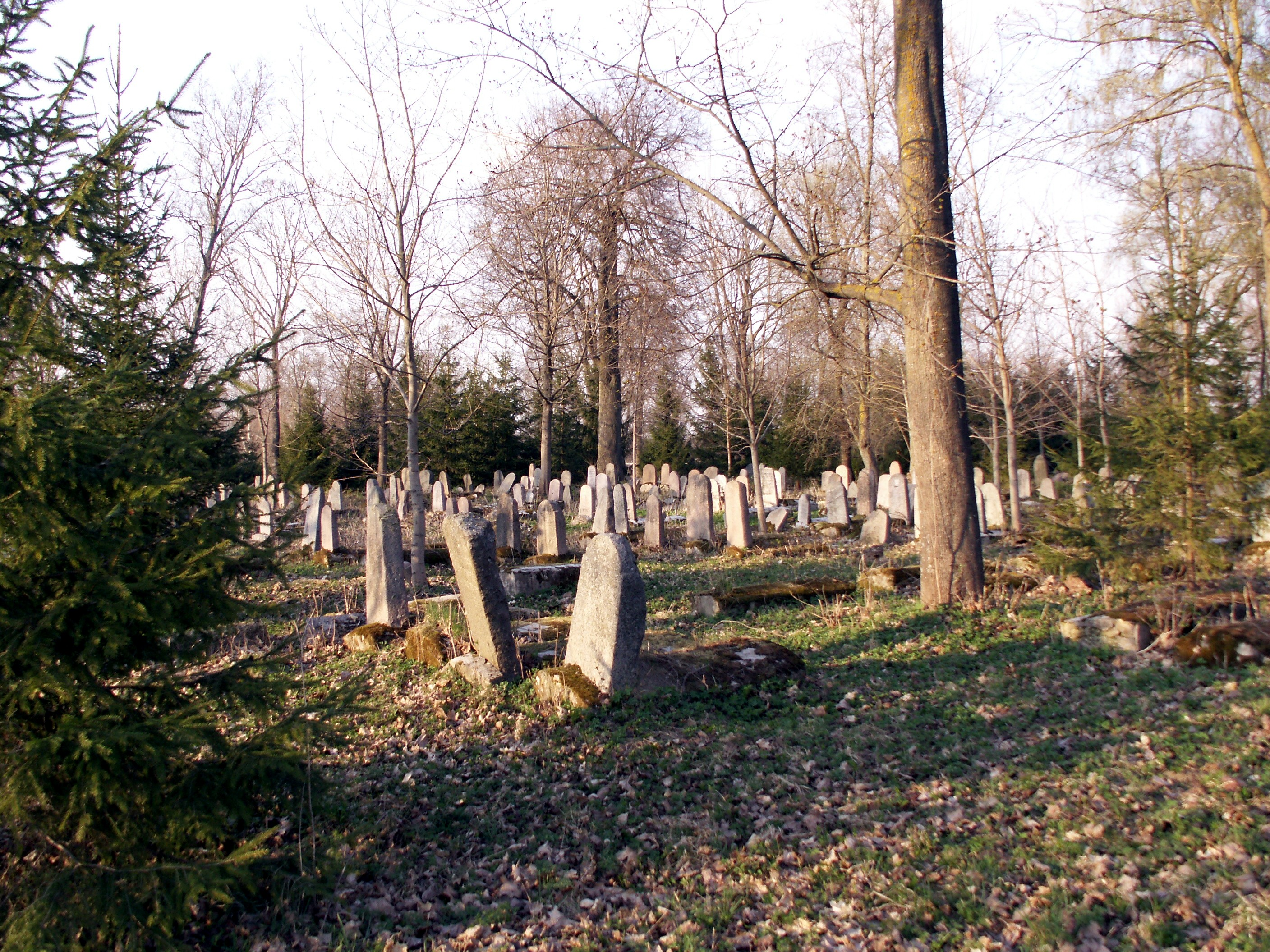
Cimetière juif de la ville, lieu d'exécution d'une partie de la communauté juive.

Biržai est une ville de 15 262 habitants (recensement de 2001) située au nord de la Lituanie, dans l'apskritis de Panevėžys. Elle se situe au bord d'un lac qui permettait autrefois d'en faire un point de défense stratégique aux limites de la Livonie. Les différentes périodes d'occupation ont cependant détérioré le patrimoine historique.
Les lieux à visiter sont le château qui abrite un musée sur l'histoire de la région et la grande cathédrale.

## Histoire
Pendant la Seconde Guerre mondiale, l'ensemble de la population juive de Biržai est assassinée. En juillet 1941, 15 Juifs sont fusillés par des soldats allemands au cimetière juif Biržai. Le 8 août 1941, un Einsatzgruppen de la Gestapo et de collaborateurs lituaniens massacrent 2 400 personnes dans un charnier dans la forêt à 3 kilomètres à l'extérieur de la ville. Une stèle est présente sur le lieu de l'exécution de masse.

## Sports
- FK Širvėna Biržai (club de football)
- Biržai staadion (1 000 places)
- KK Biržai (club de basket)

## Honneur
L'astéroïde (288959) Biržai est nommé en son honneur.